# Kleine Aa of Dommeltje

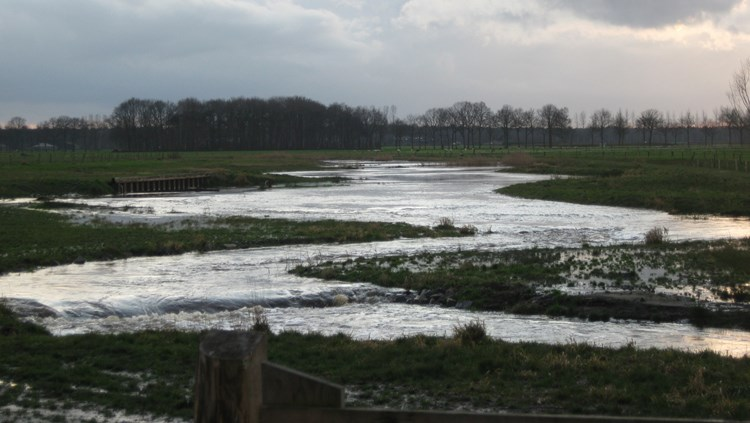
De Kleine Aa na hevige regenval

De Kleine Aa of Dommeltje is een zijtak van de Beerze die ten westen van Boxtel van deze, hier Smalwater genaamde beek, in noordwestelijke richting naar de Esschestroom stroomt en daar uitmondt ten zuidwesten van Esch. In 1949 werd deze beek gekanaliseerd. Nog te zien is dat de beek relatief diep in dekzandruggen is ingesneden.

## Herinrichting
Waterschap De Dommel heeft in samenwerking met Brabants Landschap de Kleine Aa opnieuw ingericht. Tussen de Kapelweg en de Helweg in Boxtel is de beek over een lengte van 1,5 km hersteld. Het resultaat is een natuurlijke, smalle, door het landschap kronkelende beek. Twee stuwen in de beek zijn vervangen door vistrappen. Hierdoor kunnen vissen zoals de bittervoorn, kopvoorn en winde weer vrij migreren tussen de Esschestroom en de Beerze. Ook wordt de leefomgeving van de rivierdonderpad verbeterd. Wandelaars kunnen het gebied verkennen over een wandelpad dat de beek kruist op een locatie waar vroeger ook een oversteek lag.
De beekherstelwerkzaamheden werden in 2011 afgerond.